# Том Френдли
Том Френдли (на английски: Tom Friendly), наричан още Том или Г-н Френдли, е герой от американския сериал „Изгубени“ на телевизия ABC. Ролята се изпълнява от Ем Си Гейни. Том е влиятелен член в групата на "Другите" и е представен във финала на първи сезон "Exodus", където отвлича един от оцелелите. Персонажът прави още петнайсет други появи преди да бъде убит във финала на трети сезон "Through the Looking Glass". Том се появява още два пъти в проблясъци в миналото на други герои в четвърти сезон. Гейни е кредитиран първоначално като „Брадатия мъж“ и „Г-н Френдли“ докато първото му име не се съобщава в края на втори сезон. В монтаж за умрелите герои на Comic-Con през 2009 г. продуцентите на „Изгубени“ показват пълното име на героя като „Том Френдли“. В българския дублаж Том се озвучава от Николай Николов.